# Диего Ривера
Диего Ривера с пълно име Диего Мария де ла Консепсион Хуан Непомусено Естанислао де ла Ривера и Бариентос Акоста и Родригес (на испански: Diego María de la Concepcíon Juan Nepomuceno Estanislao de la Rivera y Barrientos Acosta y Rodríguez) е мексикански художник и стенописец, известен най-вече с дълбокото социално и политическо съдържание на творбите си. Заедно с Давид Алфаро Сикейрос и Хосе Клементе Ороско той е един от най-важните модерни художници в Мексико. Заедно те са наричани „Тримата големи“ (Los Tres Grandes)
.
От 1907 до 1921 г. Диего Ривера работи в Европа, в началото и в края на 30-те години на 20 век в Съединените щати. В панелните си картини Ривера адаптира бърза последователност на много различни стилове и се занимава с кубизъм дълго време. По време на престоя си в Европа е в контакт с водещи представители на модерното изкуство като Пабло Пикасо, Жорж Брак и Хуан Грис. След завръщането си в Мексико, той работи основно по големите си стенописни проекти, които рисува в Паласио Насионал, Паласио де Белас Артес, Секретариата за обществено образование и различни институции в Съединените щати. Тези стенописи, разбрани от него като принос към народното образование, допринасят много за известността и успеха на Ривера.
Точният брой на неговите панели не е известен, все още се откриват неизвестни негови картини. Много от тях са портрети и автопортрети, голям брой също показват мексикански мотиви. Ривера също така създава рисунки и илюстрации и проектира костюми и пейзажи за театрални продукции. Тези аспекти на неговото творчество все още не са напълно разучени.
Ривера се присъединява към комунистическата партия на Мексико през 1922 г. и за известно време е в изпълнителния комитет. Той пътува до Съветския съюз през 1927 г. по повод 10-годишнината от Октомврийската революция и иска да допринесе за художественото развитие там. Поради критиката му към сталинистката политика обаче е посъветван да се върне в Мексико. Благодарение на критичната си позиция към Йосиф Сталин и приетите от Ривера правителствени договори го изключват от Комунистическата партия на Мексико през 1929 г., но го приемат отново през 1954 г.
През 30-те години на 20 век Ривера се обръща към идеите на троцкизма. Агитира за изгнанието на Лео Троцки в Мексико и за кратко го настанява в дома си. След политически и лични спорове с Троцки, мексиканският художник прекъсва връзката през 1939 година. Политическите убеждения на Диего Ривера са отразени и в творбите му, в които той пропагандира комунистически идеи и увековечава многократно водещите фигури на социализма и комунизма. Във връзка с политическата си дейност Ривера публикува статии и участва в публикуването на леви списания. През 1929 г. Ривера се жени за художничката Фрида Кало, която споделя неговите политически и художествени убеждения.

## Биография

### Ранни години и живот в Мексико
Баща му е Диего Ривера Акоста и майка му Мария дел Пилар Бариентос. Той е роден на 8 декември 1886 г. в град Гуанахуато. Година и половина след раждането, неговият брат близнак Карлос Мария умира, докато Диего, който страда от рахит и има много слаба конституция, остава жив. Диего е регистриран под името Диего Мария Ривера и е кръстен като Диего Мария де ла Консепсион Хуан Непомусено Естанислао де ла Ривера и Бариентос Акоста и Родригес. Против желанието на баща си, който предпочита той да влезе във Военния колеж, от 1896 г. започва да взима нощни класове в Академията на Сан Карлос в мексиканската столица, където се среща с известния пейзажист Хосе Мария Веласко. През 1905 г. той получава пенсия от министъра на образованието, Хусто Сиера, а през 1907 г. друг от тогавашния управител на Веракрус, Теодоро Дехеса Мендес, което му позволява да пътува до Испания, за да изучава творби на Гоя, Ел Греко и Брюгел и да влезе в студиото на Едуардо Чичаро, един от най-забележителните портретисти в Мадрид.
През 1909 г. се премества в Париж, където се запознава с Ангелина Петровна Белова, по-известна като Ангелина Белоф, руска художничка, с която започва десетгодишна любов. За разлика от Хосе Клементе Ороско, художник, свързан с конституционалистката армия, по-специално с генерал Алваро Обрегон, и за разлика от Давид Алфаро Сикейрос, който е високопоставен служител, Диего Ривера няма пряко участие в политическия и военния конфликт на мексиканската революция.
Оттогава до средата на 1916 г. той редува своята резиденция между Мексико, Еквадор, Боливия, Аржентина, Испания и Франция, където има първите контакти с художниците на Монпарнас. Той има срещи с Алфонсо Рейеш Очоа, Пабло Пикасо и Рамон Мария дел Вайе-Инклан и като цяло с тези, които участват в новите течения на Европа, като кубизма, в който участва и Диего. Същата година в Париж се ражда първият му син, наречен Диего, плод на неговия съюз с Анджелина Белоф, който въпреки това умира на следващата година. През 1917 г., повлиян от картините на Пол Сезан, той се отдава на постимпресионизма и успява да привлече вниманието със своите ярки цветове и финиши, за разлика от другите мексикански мюралисти, които все още не са популярни.
През 1919 г. се ражда неговата дъщеря Мариена Воробьова-Стебелска, Марика Ривера и Воробьова, която никога не признава, но поддържа финансово. Около 1920 г. и благодарение на тогавашния посланик на Мексико във Франция, Алберто Дж. Пани, Ривера напуска страната, а също така и Анджелина Белоф и предприема пътуване до Италия, където започва изучаването на възрожденското изкуство. По същото време Алваро Обрегон назначава Хосе Васконселос за министър на образованието, а през 1921 г. Ривера се завръща в Мексико, където участва в реставрирането на стенопис, иницииран от други художници и спонсориран от правителството в кампаниите, предприети от Васконселос в които участва заедно с мексиканските художници Хосе Клементе Ороско, Давид Алфаро Сикейрос и Руфино Тамайо, както и френският художник Жан Шарло.
Поддържа приятелство с Амедео Модилиани, който рисува негов портрет през 1914 г.
През 1922 г. става член на мексиканската комунистическа партия. През 1929 г. се жени за трети път за мексиканската художничка Фрида Кало.

### Чуждестранен период
През 1927 г. Ривера е поканен на честването на десет годишнината от Октомврийската революция в Съветския съюз, затова заминава за Москва. След развода си с Гуадалупе Марин през 1928 г. той се жени за художничката Фрида Кало през 1929 г. През същата година е изключен от Мексиканската комунистическа партия. Около 1930 г. е поканен в Съединените щати за реализация на различни творби, където комунистическата тема отприщва важни противоречия, критики и търкания със собствениците, правителството и американската преса. Той е поканен от архитект Тимоти Л. Пфлюгер да рисува за него. След пристигането си през ноември, придружен от Кало, Ривера рисува стенопис за градския клуб на фондовата борса в Сан Франциско и фреска в Калифорнийското училище за изящни изкуства. Най-забележителните картини на Ривера в тази страна могат да бъдат намерени в Института по изкуствата в Сан Франциско, както и в Института по изкуствата в Детройт.
През 1933 г. милионерът Нелсън Рокфелер го наема да рисува стенопис в антрето на сградата RCA в Ню Йорк. Това е основната сграда на група сгради, която е известна като Рокфелер Сентър. Сградата, разположена на Пето авеню, един от най-известните булеварди, се превръща в една от най-важните емблеми на капитализма, а Диего Ривера проектира за този случай стенопис наречен „Човекът на кръстопът“ или „Човекът на вселената“. Когато той се готви да го завърши, включва в него портрет на Ленин. Реакцията на пресата и противоречията, които предизвиква, са незабавни и ярки. Рокфелер възприема портрета като лична обида и спира стенописа, а по-късно заповядва да бъде унищожен.

### Завръщане в Мексико
След скандала около стенописа „Човек на кръстопът“ Диего Ривера отново рисува тази си творба на следващата година в Мексико Сити като добавя и допълнителни щрихи, сред които образът на Джон Рокфелер в компанията на „силно гримирани мадами“. Стенописът в този си вид се намира в Двореца на изящните изкуства в град Мексико.
Диего Ривера се завръща в Мексико разочарован през 1933 г., защото не може свободно да изпълнява политическите си творби в САЩ. Той се превръща в един от най-известните артисти в Съединените щати, обожаван от други артисти и леви интелектуалци, враждебни към индустриалците и консерваторите. След като фреската в Рокфелеровия център е разрушена през февруари 1934 г., на Диего Ривера е дадена възможност да реализира работата си в Двореца за изящни изкуства (Паласио де Белас Артес) в Мексико Сити през същата година. Той възобновява работата си и я завършва през 1935 година.
Временна брачна криза, която Ривера има през 1935 г., довежда до афера с по-малката сестра на Фрида Кало, Кристина. Но общите политически интереси отново събират двойката. Ривера продължава да бъде обект на Мексиканската комунистическа партия, която го обвинява, че подкрепя консервативните позиции на правителството. Заедно с Фрида Кало, Диего Ривера сяда с президента Ласаро Карденас дел Рио за да обещае Лев Троцки да получи политическо убежище в Мексико. Президентът поставя условие руснакът да не бъде политически активен и при това положение се съгласява с молбата за убежище. През януари 1937 г. Диего Ривера и Фрида Кало посрещат Лев Троцки и съпругата му Наталия Седова в синята къща на Кало. През 1938 г. Ривера приема и сюрреалиста Андре Бретон и съпругата му Жаклин. Приятелските двойки пътуват заедно през мексиканските провинции и под влиянието на Бретон Диего Ривера прави няколко сюрреалистични картини.
След лични и политически разногласия, Ривера скъсва с Троцки през 1939 г. През есента на същата година Фрида Кало се развежда с Ривера. През 1940 г. в Мексиканската художествена галерия е организирана международнна изложба на сюрреализма, организирана от Андре Бретон, Волфганг Пален и Сезар Моро. Освен това, Ривера се завръща в Сан Франциско през същата година, където след дълго време отново получава поръчка за стенопис. След като Съветският съюз сключва договор с германския Райх, художникът омекотява негативното си отношение към Съединените щати и приема поканата. Впоследствие той се застъпва за солидарността на американските страни срещу фашизма. Той рисува десет стенни панела за международната изложба „Golden Gate“ в Сан Франциско. Там той и Фрида Кало се женят отново на 8 декември 1940 г.
След завръщането си в Мексико Диего Ривера се премества през февруари 1941 г. в Синята къща. Другата къща е използвана само като студио. През 1941 и 1942 г. Ривера рисува най-вече върху статив. От началото на 1940-те години Ривера получава все по-голямо национално признание. Националнипт колеж е основан през 1943 г. и художникът е сред първите 15 членове, назначени от президента Мануел Авила Камачо. През същата година Академията за изкуство Ла Есмералда, която е основана преди година, го определя за професор с цел реформиране на художественото образование. Той изпраща учениците си в провинцията и на улицата, за да рисуват мексиканската реалност. Също така създава рисунки, акварели и други картини в този контекст. След възстановяване от пневмония, Ривера рисува голям стенопис през 1947 г. в новоизградения хотел дел Прадо в парка Алмеда. През 1943 г. е избран за почетен член на Американската академия за изкуства и литература.
Умира през 1957 г. от рядка форма на рак.

## Стенописи
- Стенопис за експлоатацията на Мексико от испанските конкистадори, Палацио насионал, Мексико сити (1929 – 1945)
- Стенописът Sueño de una Tarde Dominical en la Alameda Central в Мексико сити, изобразяваща Ривера и Фрида Кало, изправили се до Катрина, Смъртта
- Стенопис на вечеря на Уол стрийт
- Стенопис, разказващ за ацтекския добив на злато, Палацио насионал, Мексико сити

- Стенопис, изобразяващ празниците и церемониите на тотонака, Палацио насионал, Мексико сити
- Детайл от Човекът, регулаторът на вселената, фреска в Дворец на изящните изкуства, изобразяваща Лев Троцки, Фридрих Енгелс и Карл Маркс
- Детайл от Човекът, регулаторът на вселената, фреска в Дворец на изящните изкуства, изобразяваща Владимир Ленин
- Стенопис с ацтекския град Теночтитлан, Палацио насионал, Мексико сити